# Sítio Santo Antônio (São Roque)
O Sítio Santo Antônio está localizado no município de São Roque, em São Paulo. O sítio Santo Antônio casa grande e capela, é um dos importantes conjuntos de sítios Bandeiristas, significativa expressão da arquitetura do período colonial do Brasil, hoje em dia é tombado pelo Instituto do Patrimônio Histórico e Artístico Nacional, o IPHAN.

## História
A Casa Grande do sítio Santo Antônio foi construída aproximadamente em 1640, época em que o bandeirismo estava em seu alto, pelo bandeirante Fernão Paes de Barros, em terras doadas por seu pai Fernão Vaz de Barros. Seu proprietário era um dos maiores financiadores de bandeiras, que conseguia financiar através, principalmente, da policultura.
Apesar de já existir uma capela dentro da Casa Grande, por insistência da esposa do Capitão Fernão Paes de Barros, a Dona Maria Mendonça,  em 12 de junho de 1682, foi construída a Capela do Sítio Santo Antônio, a 30 metros da Casa-Grande. Segundo o barão de Piratininga, o padre Belchior de Pontes, celebrava missas na Capela.
Posteriormente, no século XIX, o sítio teve como proprietário o Barão de Piratininga, Antônio Joaquim Rosa, que queria transformar o sítio, uma propriedade rural, em uma propriedade urbana com características burguesas.
Em 1937, Mário de Andrade, que na época trabalhava no SPHAN, se encantou com o sítio Santo Antônio e posteriormente o adquiriu."Vou comprar o Sítio Santo Antônio, do bandeirante Fernão Pais de Barros, com a capela e tudo, Segunda-feira vou lá para resolver detalhes da compra. Compro, dou uma parte com Capela e Casa-Grande ao Brasil, que entrará na posse de doação da minha morte." Após a sua morte, como requisitado, o sítio foi doado para o Instituto do Patrimônio Histórico e Artístico Nacional, e desde então, tem sido objeto de estudo e de restauração. Posteriormente, foram doadas terras próximas ao sítio, o que assim, tornou mais fácil a proteção e manutenção do patrimônio.

## Arquitetura
O conjunto arquitetônico está inserido em uma paisagem de extenso gramado, lagos e mata nativa, além disso, foi cenário de produções de filmes e documentários.

### Casa-grande
A casa-grande do Sítio de Santo Antônio, se desenvolve através de uma planta retangular de 35m x 15m e simétrica, em que são divididas em três setores bastante definidos, as funções da residência, que são social que é onde está o alpendre, a capela e o quarto de hóspedes, sendo o alpendre a parte principal da casa, íntima, sala onde se desenvolvem os quartos e serviço, fundo da casa.  
O telhado é de quatro águas, com telhas que deixam a luz passar, e assim percebe-se que é apoiado por paredes grossas de Taipa de pilão, típico de construções bandeiristas. Havia poucas janelas, e as que havia eram protegidas por balaústres de madeira.

### Capela
A capela do sítio Santo Antônio, construída a 30 metros da Casa Grande, constituída de nave, torre e alpendre, também foi feita de Taipa de pilão, exceto a sua torre que foi construída com pedra e recoberta com barro. Sua planta, não segue as plantas tradicionais da arquitetura religiosa da época, e sim das capelas jesuíticas, tendo a nave e o altar principal em um mesmo corpo de construção. O alpendre e a nave do exterior, são separados com peças de madeira, que dá um efeito de claro-escuro na edificação.
A fachada da Capela é completamente feita de madeira, suas treliças e gradeados formam um jogo de  luz, e até hoje está conservada.

## Restauração
Na década de 40, foi realizada a primeira restauração do conjunto arquitetônico, afim de conservá-lo. Em 1965, houve uma reconstituição das tábuas do altar principal, no interior da Capela. Já nos anos 90, os elementos decorativos estavam se deteriorando devido a ação dos raios ultravioletas, para conservá-los, foi realizado um novo estudo.

## Visita
Atualmente, o Sítio Santo Antônio, é um patrimônio histórico aberto a visitações, com guias que monitoram a visita e contam a história do local para visitantes,  dessa forma é possível conhecer cada detalhe da sua história. Além disso, é um importante ponto turístico do município de São Roque, fica a apenas 8 km do centro, há uma estrada asfaltada que vai direto para o sítio, porém existem caminhos alternativos, que podem enriquecer a experiência da visita.
O conjunto arquitetônico, por ser de grande importância para a Arquitetura Colonial, faz parte de importantes roteiros turísticos no interior de São Paulo, são eles o Roteiro Taypa de Pilão e o Roteiro dos Bandeirantes.